# Hôtel de ville de Copenhague
L'hôtel de ville de Copenhague ou Københavns Rådhus est le bâtiment où siège le conseil municipal et le maire de la ville de Copenhague et de la commune de Copenhague. 

## Descriptif

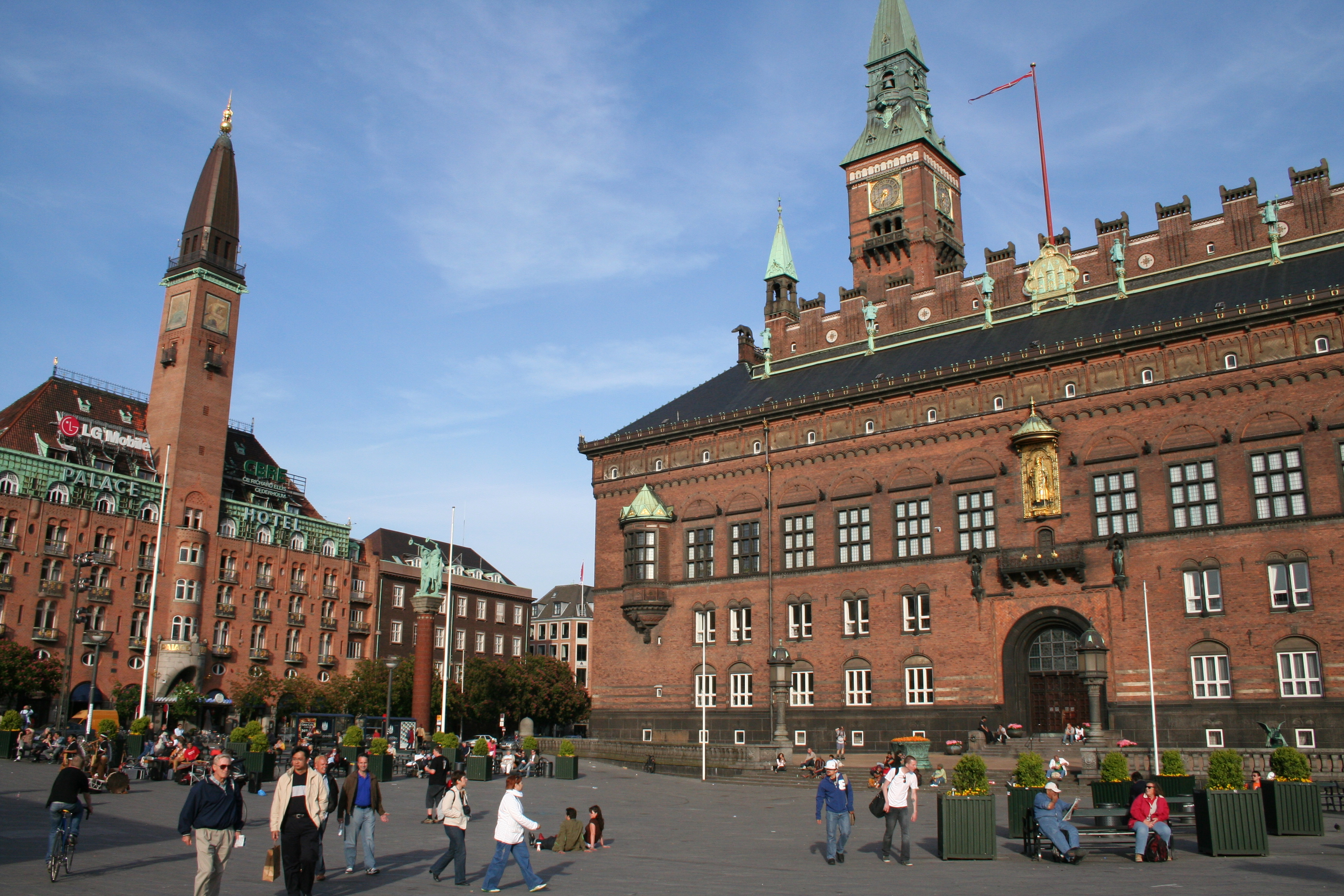
La place de l'hôtel de ville de Copenhague, au Danemark. Palace Hotel à gauche, Vartorv au milieu et l'hôtel de ville à droite.

Le bâtiment se situe dans le centre de Copenhague sur la place de l'Hôtel de Ville (Rådhuspladsen). La construction du bâtiment a commencé en 1892, il a été inauguré en 1905. Il fut conçu par l'architecte Martin Nyrop dans un style romantique national néo-Renaissance. Sa typologie s'inspire essentiellement des hôtels de ville médiévaux de style gothique en brique, typiques des villes hanséatiques d'Europe du Nord, comme ceux de Toruń et de Gdańsk. Copenhague a eu un hôtel de ville de ce style à la fin du Moyen Âge, mais plus modeste et il a brulé en 1728. Certains y voient aussi un lien avec le Palazzo Pubblico de Sienne en Italie. Il est caractérisé par la riche ornementation de sa façade. Le bâtiment du haut de ses 105,6 mètres est l'un des plus grands de la ville.
En 1925 furent ouvertes au public les collections historiques de la ville de Copenhague dans le grenier aménagé de l'hôtel de ville. Ce n'est qu'en 1956, que l'ensemble des collections historiques de la ville déménagèrent de ce lieu exigu pour être présentées au public dans le nouveau musée de Copenhague situé sur l'artère Vesterbrogade qui relie le musée à la place Rådhuspladsen et à son hôtel de ville.